# Anjiabe
Anjiabe est une commune urbaine malgache située dans la partie sud-centre de la région de Sofia.